# Таємниця з таємниць
«Таємниця з таємниць» — містичний детектив американського письменника Дена Брауна, який готується до друку у 2025 році. Це перший роман Дена Брауна за останні вісім років. Головний герой — професор символології Гарвардського університету Роберт Ленгдон. Сюжет роману частково перекликається з іншим романом Дена Брауна з того ж циклу «Втрачений символ».

## Анотація видавництва
Супроводжуючи знаменитого вченого Кетрін Соломон на лекцію, яку вона була запрошена прочитати в Празі, світ Роберта Ленґдона виходить з-під контролю, коли вона безслідно зникає з їхнього готельного номера. Вдалині від дому та поза зоною комфорту Ленґдон повинен битися з невідомими силами, щоб повернути кохану жінку.
Але Прага — стародавнє і небезпечне місто, оповите фольклором і таємницями. Протягом понад дві тисячі років потоки історії омивали його, залишаючи після себе відгомони всього, що було раніше. Ленґдон і не підозрює, що його переслідує примара з того темного минулого. Він повинен використовувати всі свої таємні знання, щоб розшифрувати навколишній світ, перш ніж його теж поглинуть кільця зради і обману, які поглинули Кетрін.
На тлі величезних замків, що височіють церков, кладовищ, похованих під дванадцятьма глибокими і схожими на лабіринти підземними переходами, Ленґдону належить пройти по місту тіней, що ховається у всіх на виду, місту, яке століттями успішно зберігало свої таємниці і не так-то легко їх видасть. Це поле битви не схоже на жодне з тих, що він бачив раніше, на якому йому належить битися не за своє єдине життя, а за майбутнє самого людства.
«Таємниця з таємниць» — перший роман Дена Брауна за останні вісім років, в якому розповідається про приголомшливе повернення Гарвардського фахівця з символіки Роберта Ленґдона, який цього разу намагається протистояти змові, яка піддасть випробуванню навіть його незвичайні розумові здібності і поставить на межу втрати всього, що йому дорого…

## Сюжет
Роберт Ленґдон, шановний професор символології, вирушає до Праги, щоб відвідати новаторську лекцію Кетрін Соломон — видатного вченого-ноетика, з якою у нього нещодавно зав'язалися стосунки. Кетрін ось-ось опублікує вибухонебезпечну книгу, яка містить вражаючі відкриття про природу людської свідомості і загрожує зруйнувати століттями усталені переконання. Але жорстоке вбивство ввергає подорож у хаос, і Кетрін раптово зникає разом зі своїм рукописом. Ленґдон виявляється мішенню могутньої організації, а за ним полює моторошний злочинець, персонаж найдавнішої міфології Праги. У міру того, як дія переноситься в Лондон і Нью-Йорк, Ленґдон відчайдушно шукає Кетрін… та відповіді на свої запитання. У захоплюючій гонці по двоїстим світам футуристичної науки і містичних знань він розкриває шокуючу правду про секретний проєкт, який назавжди змінить наше уявлення про людський розум.